# Leżenica-Kolonia
Leżenica-Kolonia (prononciation : [lɛʐɛˈnit͡sa kɔˈlɔɲa]) est un village polonais de la gmina de Szydłowo dans le powiat de Piła de la voïvodie de Grande-Pologne dans le centre-ouest de la Pologne.
Il se situe à environ 4 kilomètres à l'ouest de Szydłowo (siège de la gmina), 12 kilomètres à l'ouest de Piła (siège du powiat), et à 100 kilomètres au nord de Poznań (capitale de la Grande-Pologne).

## Histoire
De 1975 à 1998, le village faisait partie du territoire de la voïvodie de Piła.

Depuis 1999, Leżenica-Kolonia est situé dans la voïvodie de Grande-Pologne.
Le village possède une population de 50 habitants en 2006.